# ChievoVerona Women FM 2023-2024
Questa voce raccoglie le informazioni riguardanti la Società Sportiva Dilettantistica ChievoVerona Women FM nelle competizioni ufficiali della stagione 2023-2024.

## Divise e sponsor
Lo schema adottato ripropone l'abbinamento giallo e blu, con opposta combinazione per la tenuta casalinga e da trasferta, abbinata al simbolo del ponte Pietra, grafica riprodotta anche nel nuovo logo. Lo sponsor tecnico e fornitore dell'abbigliamento sportivo è Givova mentre lo sponsor principale è Harley&Dikkinson.
| Casa | Trasferta | 3ª tenuta casa | 3ª tenuta trasf. |

## Organigramma societario
Organigramma tratto dal sito ufficiale della società, aggiornato al 5 giugno 2024.
Area amministrativa
- Presidente: Alice Bianchini
- Segretario: Francesco De Giorgio
- Direttore generale: Bruno Bruno
- Direttore sportivo: Simone Lelli

Area tecnica
- Allenatore: Fabio Ulderici
- Allenatore in seconda: Massimo Carli
- Allenatore dei portieri: Lorenzo Maddaloni
- Preparatore atletico: Leonardo Boscardin
- Fisioterapista: Giorgio Cason
- Team Manager: Giuditta Schiavo

### Rosa
Rosa, ruoli e numeri di maglia come da sito ufficiale.
| N. |                          | Ruolo | Calciatrice        |
| -- | ------------------------ | ----- | ------------------ |
| 2  | Italia (bandiera)        | D     | Nicole Micciarelli |
| 3  | Italia (bandiera)        | D     | Valentina Congia   |
| 4  | Italia (bandiera)        | C     | Claudia Saggion    |
| 5  | Svizzera (bandiera)      | D     | Sara Tonelli       |
| 6  | Slovenia (bandiera)      | C     | Sara Ketiš         |
| 7  | Nuova Zelanda (bandiera) | C     | Kiara Bercelli     |
| 8  | Italia (bandiera)        | C     | Cristina Merli     |
| 9  | Italia (bandiera)        | A     | Serena Landa       |
| 11 | Italia (bandiera)        | A     | Sofia Zannini      |
| 12 | Italia (bandiera)        | P     | Sara Polonio       |
| 13 | Italia (bandiera)        | D     | Martina Pizzolato  |
| 14 | Italia (bandiera)        | A     | Angelica Poli      |

| N. |                   | Ruolo | Calciatrice        |
| -- | ----------------- | ----- | ------------------ |
| 17 | Italia (bandiera) | A     | Alice Begal        |
| 18 | Italia (bandiera) | A     | Roberta Picchi     |
| 19 | Italia (bandiera) | D     | Chiara Barro       |
| 21 | Italia (bandiera) | D     | Martina Montemezzo |
| 22 | Italia (bandiera) | C     | Antonia Peddio     |
| 24 | Italia (bandiera) | D     | Deborah Pasquali   |
| 27 | Italia (bandiera) | D     | Sofia Rosolen      |
| 31 | Italia (bandiera) | D     | Elena Crespi       |
| 33 | Italia (bandiera) | C     | Emma Trevisan      |
| 36 | Italia (bandiera) | P     | Valentina Soggiu   |
| 43 | Italia (bandiera) | A     | Arianna Marengoni  |
| 93 | Italia (bandiera) | P     | Verena Beka        |

## Calciomercato

### Sessione estiva
| Acquisti | Acquisti           | Acquisti   | Acquisti      |
| R.       | Nome               | da         | Modalità      |
| -------- | ------------------ | ---------- | ------------- |
| P        | Verena Beka        | Milan      | definitivo    |
| P        | Valentina Soggiu   | Sampdoria  | definitivo    |
| D        | Valentina Congia   | Torres     | definitivo    |
| D        | Elena Crespi       | Torres     | definitivo    |
| D        | Nicole Micciarelli | San Marino | definitivo    |
| D        | Léonie Multari     | Soyaux     | definitivo    |
| D        | Greta Oberhuber    | Trento CF  | definitivo    |
| D        | Deborah Pasquali   | Arezzo     | definitivo    |
| D        | Sofia Rosolen      | Tavagnacco | definitivo    |
| D        | Melissa Toomey     | Napoli     | definitivo    |
| D        | Giulia Trevisan    | Cittadella | definitivo    |
| C        | Laura Condon       | Lazio      | definitivo    |
| C        | Cristina Merli     | Brescia    | definitivo    |
| C        | Antonia Peddio     | Torres     | definitivo    |
| C        | Claudia Saggion    | Cittadella | definitivo    |
| A        | Flavia Fancellu    | San Marino | fine prestito |
| A        | Serena Landa       | Napoli     | definitivo    |
| A        | Arianna Marengoni  | San Marino | definitivo    |
| A        | Alice Begal        | Cittadella | definitivo    |
| A        | Roberta Picchi     | Lumezzane  | definitivo    |
| A        | Martina Pizzolato  | Cittadella | definitivo    |
| A        | Angelica Poli      | Torres     | definitivo    |
| A        | Sofia Zannini      | Cittadella | definitivo    |

| Cessioni | Cessioni                | Cessioni   | Cessioni      |
| R.       | Nome                    | a          | Modalità      |
| -------- | ----------------------- | ---------- | ------------- |
| P        | Giorgia Bettineschi     | Brescia    | definitivo    |
| D        | Paola Boglioni          | Brescia    | definitivo    |
| D        | Heden Corrado           | Roma       | fine prestito |
| C        | Chiara Mele             | Genoa      | definitivo    |
| D        | Francesca Salaorni      |            | ritirata      |
| D        | Irina Alexandra Tunoaia | Brescia    | definitivo    |
| D        | Stefania Zanoletti      | Brescia    | definitivo    |
| C        | Federica Buonamassa     | San Marino | definitivo    |
| C        | Zoe Caneo               |            | svincolata    |
| C        | Stefania Dallagiacoma   | Trento CF  | definitivo    |
| C        | Daiana Mascanzoni       | Verona     | definitivo    |
| C        | Martina Scuratti        | Genoa      | definitivo    |
| C        | Sara Tardini            | Genoa      | definitivo    |
| A        | Flavia Fancellu         | Ravenna    | definitivo    |
| A        | Claudia Ferrato         | Genoa      | definitivo    |
| A        | Chiara Manca            | Pomigliano | definitivo    |
| A        | Alessandra Massa        | Genoa      | definitivo    |
| A        | Kailey Willis           | Meran      | definitivo    |

### Sessione invernale
| Acquisti | Acquisti       | Acquisti   | Acquisti   |
| R.       | Nome           | da         | Modalità   |
| -------- | -------------- | ---------- | ---------- |
| D        | Elena Mombelli | Tavagnacco | definitivo |
| D        | Sara Tonelli   | Arezzo     | definitivo |

| Cessioni | Cessioni        | Cessioni | Cessioni   |
| R.       | Nome            | a        | Modalità   |
| -------- | --------------- | -------- | ---------- |
| D        | Giulia Trevisan | Inter    | definitivo |
| D        | Melissa Toomey  | Arezzo   | definitivo |

## Risultati

### Serie B

#### Girone di andata
| Arbitro: | Rossini (Torino) |

|                      |           |  |
| Bargi 65’ Gilles 78’ | Marcatori |  |

| Arbitro: | Cortese (Bologna) |

|                                 |           |               |
| Landa 48’ Picchi 74’ Peddio 83’ | Marcatori | 83’ Razzolini |

| Arbitro: | Eremitaggio (Ancona) |

|              |           |                               |
| Barbieri 76’ | Marcatori | 11’ Picchi 25’ Landa 84’ Poli |

| Arbitro: | Zini (Udine) |

|  |           |                                                |
|  | Marcatori | 63’ (rig.) Vigliucci 83’ Labate 90+4’ Sara Tui |

| Arbitro: | Benevelli (Modena) |

|                            |           |                      |
| Pasquali 13’ Accornero 58’ | Marcatori | 29’ Begal 84’ Picchi |

| Arbitro: | Pasquetto (Crema) |

|                          |           |                               |
| Picchi 20’ Marengoni 39’ | Marcatori | 37’ Gelmetti 90+2’ Cacciamali |

| Arbitro: | Sacco (Novara) |

|                         |           |                                                        |
| Accoliti 21’ Codecà 38’ | Marcatori | 15’, 32’ Picchi 53’ Pizzolato 79’ Peddio 86’ Marengoni |

| Arbitro: | Guitaldi (Rimini) |

|           |           |             |
| Begal 10’ | Marcatori | 67’ Novelli |

| Arbitro: | Galiffi (Alghero) |

|                                                |           |  |
| Castiello 6’ Gomes 37’ Mancuso 44’ Palombi 88’ | Marcatori |  |

| Arbitro: | Santinelli (Bergamo) |

|                     |           |                        |
| Landa 7’ Picchi 61’ | Marcatori | 32’ Catelli 56’ Lonati |

| Arbitro: | Ammannati (Firenze) |

|  |           |             |
|  | Marcatori | 90+4’ Landa |

| Arbitro: | Bonasera (Enna) |

|            |           |             |
| Picchi 83’ | Marcatori | 47’ Peretti |

| Arbitro: | Palmieri (Avellino) |

|            |           |                                      |
| Simeone 9’ | Marcatori | 42’ Tonelli 43’, 76’ Landa 84’ Begal |

| Arbitro: | Santeramo (Monza) |

|  |           |                                    |
|  | Marcatori | 15’ Fracaros 61’ Di Luzio 89’ Gago |

| Arbitro: | Costa (Busto Arsizio) |

|  |           |         |
|  | Marcatori | 8’ Poli |

#### Girone di ritorno
| Arbitro: | Gambacurta (Enna) |

|                       |           |                          |
| Ketiš 78’ Merli 90+1’ | Marcatori | 35’ Campora 48’ Scuratti |

| Arbitro: | Torreggiani (Civitavecchia) |

|               |           |                     |
| Razzolini 28’ | Marcatori | 14’ Ketiš 46’ Begal |

| Arbitro: | Di Renzo (Bolzano) |

|                         |           |  |
| Begal 29’ Marengoni 75’ | Marcatori |  |

| Arbitro: | Petrov (Roma 1) |

|                           |           |  |
| Vigliucci 15’ (rig.), 39’ | Marcatori |  |

| Arbitro: | Melloni (Modena) |

|           |           |  |
| Begal 15’ | Marcatori |  |

| Arbitro: | Hamza Rihai (Lovere) |

|  |           |                                  |
|  | Marcatori | 6’ Landa 49’ Merli 59’ Pizzolato |

| Arbitro: | Maccorin (Pordenone) |

|                                                  |           |                         |
| Landa 2’, 17’, 58’, 59’ Marengoni 25’ Picchi 30’ | Marcatori | 54’ Codecà 65’ Accoliti |

| Arbitro: | Marchetti (L'Aquila) |

|            |           |                                               |
| Demaio 30’ | Marcatori | 26’ Merli 32’, 49’ Landa 35’, 37’, 40’ Picchi |

| Arbitro: | Vailati (Crema) |

|  |           |                                         |
|  | Marcatori | 17’ Visentin 62’ Eriksen 70’ Popadinova |

| Arbitro: | Mammoli (Perugia) |

|                                               |           |                             |
| Milan 7’ Tamborini 52’, 72’ (rig.) Jansen 66’ | Marcatori | 12’ Begal 18’, 90+4’ Picchi |

| Arbitro: | Raineri (Como) |

|           |           |                     |
| Merli 69’ | Marcatori | 41’ (rig.) Petralia |

| Arbitro: | Kovacevic (Arco Riva) |

|  |           |                       |
|  | Marcatori | 11’, 25’ (rig.) Landa |

| Arbitro: | Giannì (Reggio Emilia) |

|                              |           |                                                |
| Picchi 3’, 67’ Marengoni 45’ | Marcatori | 70’ Antonelli 85’ Montesi 90+9’ (rig.) Simeone |

| Arbitro: | Pizzi (Bergamo) |

|  |           |            |
|  | Marcatori | 73’ Picchi |

| Arbitro: | Lotito (Cremona) |

|                         |           |           |
| Marengoni 34’ Merli 66’ | Marcatori | 61’ Cocco |

### Coppa Italia
| Arbitro: | Gallo (Bologna) |

|  |           |                |
|  | Marcatori | 5’ Micciarelli |

| Arbitro: | Pizzi (Bergamo) |

|  |           |                                                                    |
|  | Marcatori | 3’ Beerensteyn 6’ Nyström 29’, 71’ Thomas 76’ Garbino 85’ Bonansea |

## Statistiche

### Statistiche di squadra
| Competizione | Punti | In casa | In casa | In casa | In casa | In casa | In casa | In trasferta | In trasferta | In trasferta | In trasferta | In trasferta | In trasferta | Totale | Totale | Totale | Totale | Totale | Totale | DR  |
| Competizione | Punti | G       | V       | N       | P       | Gf      | Gs      | G            | V            | N            | P            | Gf           | Gs           | G      | V      | N      | P      | Gf     | Gs     | DR  |
| ------------ | ----- | ------- | ------- | ------- | ------- | ------- | ------- | ------------ | ------------ | ------------ | ------------ | ------------ | ------------ | ------ | ------ | ------ | ------ | ------ | ------ | --- |
| Serie B      | 53    | 15      | 5       | 7       | 3       | 26      | 25      | 15           | 10           | 1            | 4            | 33           | 20           | 30     | 15     | 8      | 7      | 59     | 45     | +14 |
| Coppa Italia | -     | 1       | 0       | 0       | 1       | 0       | 6       | 1            | 1            | 0            | 0            | 1            | 0            | 2      | 1      | 0      | 1      | 1      | 6      | -5  |
| Totale       | -     | 16      | 5       | 7       | 4       | 26      | 31      | 16           | 11           | 1            | 4            | 34           | 20           | 32     | 16     | 8      | 8      | 60     | 51     | -9  |

### Andamento in campionato
| Giornata  | 1 | 2 | 3 | 4 | 5 | 6 | 7 | 8 | 9 | 10 | 11 | 12 | 13 | 14 | 15 | 16 | 17 | 18 | 19 | 20 | 21 | 22 | 23 | 24 | 25 | 26 | 27 | 28 | 29 | 30 |
| --------- | - | - | - | - | - | - | - | - | - | -- | -- | -- | -- | -- | -- | -- | -- | -- | -- | -- | -- | -- | -- | -- | -- | -- | -- | -- | -- | -- |
| Luogo     | T | C | T | C | T | C | T | C | T | C  | T  | C  | T  | C  | T  | C  | T  | C  | T  | C  | T  | C  | T  | C  | T  | C  | T  | C  | T  | C  |
| Risultato | P | V | V | P | N | N | V | N | P | N  | V  | N  | V  | P  | V  | N  | V  | V  | P  | V  | V  | V  | V  | P  | P  | N  | V  | N  | V  | V  |
| Posizione | 9 | 5 | 3 | 8 | 9 | 9 | 7 | 8 | 8 | 8  | 7  | 7  | 7  | 8  | 8  | 8  | 7  | 6  | 7  | 6  | 5  | 5  | 5  | 5  | 6  | 6  | 5  | 6  | 6  | 5  |

Legenda:

Luogo: C = Casa; T = Trasferta. Risultato: V = Vittoria; N = Pareggio; P = Sconfitta.

### Statistiche delle giocatrici
| Giocatore      | Serie B  | Serie B | Serie B     | Serie B    | Coppa Italia | Coppa Italia | Coppa Italia | Coppa Italia | Totale   | Totale | Totale      | Totale     |
| Giocatore      | Presenze | Reti    | Ammonizioni | Espulsioni | Presenze     | Reti         | Ammonizioni  | Espulsioni   | Presenze | Reti   | Ammonizioni | Espulsioni |
| -------------- | -------- | ------- | ----------- | ---------- | ------------ | ------------ | ------------ | ------------ | -------- | ------ | ----------- | ---------- |
| C. Barro       | 15       | 0       | 2           | 0          | 1            | 0            | 0            | 0            | 16       | 0      | 2           | 0          |
| A. Begal       | 27       | 7       | 3           | 0          | 1            | 0            | 0            | 0            | 28       | 7      | 3           | 0          |
| V. Beka        | 3        | 7       | 0           | 0          | 2            | -6           | 0            | 0            | 5        | 1      | 0           | 0          |
| K. Bercelli    | 17       | 0       | 0           | 0          | 2            | 0            | 0            | 0            | 19       | 0      | 0           | 0          |
| M. Butte       | -        | -       | -           | -          | 0            | 0            | 0            | 0            | 0        | 0      | 0           | 0          |
| V. Congia      | 21       | 0       | 3           | 0          | 2            | 0            | 0            | 0            | 23       | 0      | 3           | 0          |
| E. Crespi      | 14       | 0       | 2           | 0          | 0            | 0            | 0            | 0            | 14       | 0      | 2           | 0          |
| S. Ketiš       | 30       | 2       | 3           | 0          | 2            | 0            | 0            | 0            | 32       | 2      | 3           | 0          |
| S. Landa       | 25       | 15      | 3           | 0          | 2            | 0            | 0            | 0            | 27       | 15     | 3           | 0          |
| A. Marengoni   | 30       | 6       | 3           | 0          | 2            | 0            | 0            | 0            | 32       | 6      | 3           | 0          |
| C. Merli       | 19       | 5       | 3           | 0          | -            | -            | -            | -            | 19       | 5      | 3           | 0          |
| N. Micciarelli | 22       | 0       | 7           | 1          | 2            | 1            | 0            | 0            | 24       | 1      | 7           | 1          |
| M. Montemezzo  | 14       | 0       | 1           | 0          | 1            | 0            | 0            | 0            | 15       | 0      | 1           | 0          |
| D. Pasquali    | 8        | 0       | 0           | 0          | 1            | 0            | 0            | 0            | 9        | 0      | 0           | 0          |
| A. Peddio      | 20       | 2       | 1           | 0          | 2            | 0            | 0            | 0            | 22       | 2      | 1           | 0          |
| R. Picchi      | 28       | 17      | 1           | 0          | 2            | 0            | 0            | 0            | 30       | 17     | 1           | 0          |
| M. Pizzolato   | 29       | 2       | 5           | 0          | 2            | 0            | 0            | 0            | 31       | 2      | 5           | 0          |
| A. Poli        | 22       | 2       | 2           | 0          | 1            | 0            | 0            | 0            | 23       | 2      | 2           | 0          |
| S. Polonio     | 7        | 0       | 0           | 0          | 0            | 0            | 0            | 0            | 7        | 0      | 0           | 0          |
| M. Ramella     | -        | -       | -           | -          | -            | -            | -            | -            | -        | -      | -           | -          |
| S. Rosolen     | 10       | 0       | 0           | 0          | 1            | 0            | 0            | 0            | 11       | 0      | 0           | 0          |
| C. Saggion     | 24       | 0       | 3           | 0          | 2            | 0            | 0            | 0            | 26       | 0      | 3           | 0          |
| V. Soggiu      | 21       | 0       | 2           | 0          | -            | -            | -            | -            | 21       | 0      | 2           | 0          |
| S. Tonelli     | 14       | 1       | 0           | 0          | -            | -            | -            | -            | 14       | 1      | 0           | 0          |
| M. Toomey      | 8        | 0       | 0           | 0          | 1            | 0            | 0            | 0            | 9        | 0      | 0           | 0          |
| E. Trevisan    | 4        | 0       | 1           | 0          | 1            | 0            | 0            | 0            | 5        | 0      | 1           | 0          |
| S. Zannini     | 10       | 0       | 0           | 0          | 1            | 0            | 0            | 0            | 11       | 0      | 0           | 0          |